# Fond de Heiderscheid
Fond de Heiderscheid (en luxembourgeois : Heischtergronn  et en allemand : Heiderscheidergrund) est une section des communes luxembourgeoises d'Esch-sur-Sûre et Goesdorf située dans le canton de Wiltz.
Le village abrite la seule chapelle octogonale du pays. Il est traversé par la Sûre, un affluent de la Moselle.

## Histoire
Heiderscheidergrund était une section des communes d’Esch-sur-Sûre et Heiderscheid jusqu’à la fusion officielle de cette dernière avec Esch-sur-Sûre le 1er janvier 2012.